# مگیت بانشی
مگیت بانشی (به انگلیسی: Meggitt Banshee) یک هواگرد بدون سرنشین ساختِ کارخانهٔ مگیت در کشور بریتانیا است. نخستین استفاده‌کنندهٔ این هواگرد نیروی زمینی بریتانیا بوده‌است. این هواگرد برای نخستین بار در ۱۹۸۳ میلادی مورد استفاده قرار گرفت.

## کاربران
- هند
- برزیل
- دانمارک
- مصر
- فرانسه
- آلمان
- مجارستان
- نروژ
- عمان
- پاکستان
- ترکیه